# Zuidelijke witgezicht
Het zuidelijke witgezicht (Aphelocephala leucopsis) is een zangvogel uit de familie Acanthizidae (Australische zangers).

## Verspreiding en leefgebied
Deze soort is endemisch in Australië en telt twee ondersoorten:
- A. l. castaneiventris: westelijk-centraal Australië.
- A. l. leucopsis: centraal, zuidelijk en zuidoostelijk Australië.

## Status
De grootte van de populatie is in 2021 geschat op 477.000 volwassen vogels. Uit onderzoeken blijkt dat de aantallen snel achteruitgaan. Op de Rode lijst van de IUCN heeft deze soort de status kwetsbaar.